# 薄叶猴耳环
薄叶猴耳环（学名：Pithecellobium utile）为豆科猴耳环属下的一个种。

## 扩展阅读
- 維基物種上的相關：薄叶猴耳环